# Jiří Birhanzl
Jiří Birhanzl (* 2. července 1970) je bývalý český fotbalista, obránce.

## Fotbalová kariéra
V lize hrál za FC Dukla Příbram, FC Viktoria Plzeň, 1. FC Synot, 1. FK Drnovice a FC Marila Příbram, nastoupil ve 39 ligových utkáních. V nižších soutěžích hrál za TJ Sokol Milín, FK Viktoria Žižkov, FK Bohemians Praha, FK Meteor Praha VIII a SK Aritma Praha.

## Ligová bilance
| Ročník                            | Zápasy | Góly | Klub               |
| --------------------------------- | ------ | ---- | ------------------ |
| Česká fotbalová liga 1998/1999    | -      | 3    | TJ Sokol Milín     |
| Gambrinus liga 1999/2000          | 3      | 0    | FC Dukla Příbram   |
| Gambrinus liga 2000/2001          | 4      | 0    | FC Viktoria Plzeň  |
| Gambrinus liga 2000/2001          | 1      | 0    | 1. FC Synot        |
| Gambrinus liga 2001/2002          | 4      | 0    | 1. FK Drnovice     |
| Gambrinus liga 2002/2003          | 8      | 0    | FC Marila Příbram  |
| Gambrinus liga 2003/2004          | 19     | 0    | FC Marila Příbram  |
| 2. česká fotbalová liga 2004/2005 | 1      | 0    | FK Viktoria Žižkov |
| 2. česká fotbalová liga 2007/2008 | 7      | 0    | FK Bohemians Praha |
| CELKEM                            | 39     | 0    |                    |